# Romy Altmann
Pour les articles homonymes, voir Altmann.
Romy Altmann, née en 1983,  est une nageuse sud-africaine.

## Carrière
Romy Altmann remporte aux Jeux du Commonwealth de la jeunesse de 2000 à Édimbourg la médaille d'argent du 100 mètres dos.
Aux Jeux africains de 2003 à Abuja, elle est médaillée d'or du 100 mètres dos, du 200 mètres dos et du relais 4 x 200 mètres nage libre et médaillée d'argent du 50 mètres dos.